# Siebel Fh 104
De Siebel Fh 104 was een licht civiel vliegtuig van de Duitse vliegtuigbouwer Flugzeugbau Halle, dat later Siebel Flugzeugwerke werd. 
Het type werd ontwikkeld in het bedrijf van Hans Klemm onder de leiding van Friedrich Fecher en had aanvankelijk de benaming Klemm 104.  Klemm nam het ontwerp nadien mee naar zijn nieuwe dochteronderneming in Halle. Dat werd later op bevel van het Rijksluchtvaartministerie overgedragen aan Fritz Siebel, waarna het de Siebel Fh 104 werd. De eerste vlucht van het prototype door testpiloot Wolfgang Ziese vond plaats op 25 februari 1937.
Het vliegtuig was een tweemotorige laagdekker, met een gesloten cabine voor 1 of 2 piloten en vier of vijf passagiers. Het was van gemengde constructie, met een metalen romp en houten draagvlakken. Het landingsgestel was intrekbaar. Het type deed voor de Tweede Wereldoorlog met succes mee aan een aantal internationale wedstrijden. Het kreeg de bijnaam "Hallore".
In de oorlog gebruikte de Luftwaffe het toestel als verbindings- en communicatievliegtuig. Een aantal hoge functionarissen van de toenmalige Wehrmacht gebruikten het als persoonlijk vliegtuig, onder hen Ernst Udet en Albert Kesselring (die in de foto is afgebeeld). Tot in 1941 werden er ongeveer 50 exemplaren van de Fh 104 gebouwd.